# Alagoasa apicalis
Alagoasa apicalis es una especie de escarabajo del género Alagoasa, tribu Alticini, familia Chrysomelidae. Fue descrita científicamente por Csiki en 1940.
Se distribuye por Brasil, en Río de Janeiro y en Minas Gerais. La especie posee élitros de color morado.